# Ru des Monbarres
Le Ru des Monbarres est un cours d'eau français qui coule dans le département de Seine-et-Marne, en région Île-de-France. C'est un affluent de la  Marsange, donc un sous-affluent de l’Yerres.

## Géographie
De 12,7 kilomètres de longueur, le Ru des Monbarres nait dans la commune de Jossigny sous le nom de ru des Buronnières et, se jette dans la Marsange à Presles-en-Brie ,.
Il s'écoule globalement du nord vers le sud.

### Autres toponymes
- ru de la buronnerie ;
- ru des buronnières.

### Communes traversées
Le Ru des Monbarres traverse six communes, soit d'amont vers l'aval :  Jossigny, Bussy-Saint-Georges, Favières, Tournan-en-Brie, Gretz-Armainvilliers et  Presles-en-Brie, toutes situées dans le département de Seine-et-Marne.

### Bassin versant
Son bassin versant correspond à une zone hydrographique traversée 
« La Marsange de sa source au confluent de l'Yerres (exclu) (F477) » et s'étend sur 158 km2. Il est constitué à 47,48 % de « forêts et milieux semi-naturels », 43,75 % de « territoires agricoles », 8,24 % de « territoires artificialisés » et 0,67 % de « surfaces en eau ».

## Affluents
Selon le SANDRE, le Ru des Monbarres  conflue avec le Canal 01 du Vivier, d'une longueur de 0,9 km, sur la commune de Favières.